# Toffee
El toffee, tofe o tofi es un dulce que se elabora caramelizando azúcar o melaza (creando azúcar invertido) junto con mantequilla y ocasionalmente harina. La mezcla se calienta hasta que su temperatura alcanza la fase de crack duro de 149 a 154 °C. Mientras se prepara, el tofe se mezcla a veces con nueces o pasas.

## Clases de tofes
- Tofes de café y leche: típicos de Logroño.[6][7]